# Eönwë
Eönwë és un personatge fictici de l'univers de J.R.R. Tolkien, la Terra Mitjana. És un Ainu, el portaestandard i herald de Manwë, i el cap dels Maiar juntament amb Ilmarë. S'identifica a Eönwë com a "el més gran d'Arda en Armes", volent dir que és el que té més habilitat amb les armes (tot i que no el més poderós).
Quan Eärendil va arribar a les ribes d'Aman, va ser Eönwë el primer a donar-li la benvinguda. Quan Manwë va accedir a intervenir a la Terra Mitjana, va ser Eönwë qui hi va ser enviat a lluitar a la Guerra de la Ira, liderant els Vanyar. Quan l'Enemic Fosc Morgoth va ser derrotat, Eönwë va prendre els dos Silmarils que li quedaven i els va custodiar personalment. El dos fills de Fëanor que quedaven els van robar i fugir, però Eönwë no va voler que els matessin. En les primeres concepcions del seu llegendari, Tolkien l'anomenava Fiönwë en comptes de Eönwë, i el feia ser un fill de Manwë. Quan va abandonar el concepte de què els Vàlar tinguessin fills, va passar a ser el seu herald.